# Kindereisenbahn Chaschuri
| Streckenlänge: | 1,7 km              |                   |                   |
| Spurweite: | 750 mm (Schmalspur) |                   |                   |
| |                     |                   |                   |
| \| \| \| \| \| \| \| \| Namenlose Station \| \| \| \| \| Namenlose Station \| \| \| \| \| Namenlose Station \| \| \| \| \| \| \| |                     |                   |                   |
| Strecke von links (außer Betrieb) · Strecke quer (außer Betrieb) · Strecke von rechts (außer Betrieb)                            |                     |                   |                   |
| Strecke (außer Betrieb) · Haltepunkt / Haltestelle (Strecke außer Betrieb)                                                       |                     | Namenlose Station | Namenlose Station |
| Haltepunkt / Haltestelle (Strecke außer Betrieb) · Strecke (außer Betrieb)                                                       |                     | Namenlose Station | Namenlose Station |
| Strecke (außer Betrieb) · Haltepunkt / Haltestelle (Strecke außer Betrieb)                                                       |                     | Namenlose Station | Namenlose Station |
| Strecke nach links (außer Betrieb) · Strecke quer (außer Betrieb) · Strecke nach rechts (außer Betrieb)                          |                     |                   |                   |

Die Kindereisenbahn Chaschuri war eine etwa 1,7 km lange, ringförmige Schmalspur-Kindereisenbahn im Waldpark Zemo Seri (georgisch ზემო სერი, russisch Земо сери) bei der georgischen Stadt Chaschuri. Die Bahn war wohl vom 1. September 1984 bis mindestens 1989 in Betrieb und wurde danach abgebaut.

## Geschichte

### Bau der Strecke und der Stationen
Der Bau der Strecke begann im Jahr 1982. Viele Unternehmen der Stadt und ihrer Umgebung waren daran beteiligt. Im Herbst 1982 wurde die 1,7 km lange, ringförmige Strecke mit einer Spurweite von 750 mm verlegt und drei Stationen gebaut. Das Hauptgebäude befand sich in unmittelbarer Nähe des Parkeingangs. Der Bau der Strecke dauerte fast zwei Jahre.

### Beschaffung der Lokomotiven
Bereits 1982 wurden drei Diesellokomotiven Gr-282, Gr-307 und Gr-318 aus den Bahnbetriebswerken Wapnjarka und Rudnyzja des ukrainischen Schmalspurnetzes Hajworon zum Bahnbetriebswerk von Chaschuri überführt. Es ist aber nicht überliefert, ob sie alle für die Kindereisenbahn Chaschuri bestimmt waren, oder auf drei verschiedenen Strecken eingesetzt werden sollten, wie der Kindereisenbahn Poti und der Kindereisenbahn Rustawi. Letztendlich wurde wohl nur die Lokomotive Gr-307 auf den Berg zur Kindereisenbahn transportiert, und die beiden Schwesterlokomotiven wurden im Bahnbetriebswerk von Chaschuri eingelagert.

### Eröffnung
Die feierliche Eröffnung der Strecke fand erst am 1. September 1984 statt. Ein paar Tage später erschien ein kleiner Artikel in der Zeitung Junger Kommunist (russisch Юный коммунист), der von diesem Ereignis berichtete. Zum Zeitpunkt der Eröffnung der Strecke hatte keine der drei Stationen einen Namen. Sie sollten im Rahmen eines Wettbewerbs von den jungen Eisenbahnmitarbeitern ausgewählt werden. Anders als bei den meisten anderen Kindereisenbahnen wurde der erste Zug von einem Erwachsenen und nicht einem jugendlichen Eisenbahner gefahren. Er war ein Maschinist mit vierzig Jahren Erfahrung, ein Veteran der transkaukasischen Eisenbahn.
Der erste Zug der Kindereisenbahn bestand aus einer Lokomotive ТU2 und Pafawag-Wagen PV40. Vermutlich war es die Diesellokomotive TU2-048. Nach den Daten aus dem Archiv des Zentralen Fernschreibers des Eisenbahnministeriums der UdSSR sollte sie 1983 nach Tiflis überführt werden, wurde wohl aber zumindest vorübergehend in Chaschuri eingesetzt.

### Schließung
Die Kindereisenbahn war wohl bis mindestens 1989 in Betrieb. Während des Militärputsches von 1991 und des darauf folgenden Bürgerkrieges wurde die Strecke zerstört und nicht wieder aufgebaut.

## Schienenfahrzeuge
- Diesellokomotive Gr-307
- Vermutlich Diesellokomotive ТU2-048
- Möglicherweise auch die Diesellokomotiven Gr-282 und Gr-318
- Mindestens drei Pafawag-PV40-Personenwagen[2]